# Partido Comunista de Venezuela
El Partido Comunista de Venezuela (PCV) es un partido político venezolano de ideología marxista-leninista que nace el 5 de marzo de 1931, siendo el partido contemporáneo más antiguo de Venezuela. Al ser un partido de ideología marxista-leninista, se erige como un partido de la clase proletaria en la cual convergen obreros, campesinos, revolucionarios y jóvenes, en la procura del establecimiento de un Estado socialista, que permita la transición al comunismo. En 2020 se separaron de la coalición de gobierno Gran Polo Patriótico.
El partido desde 2020 venía con una línea crítica hacia el gobierno de Nicolás Maduro, al que calificaba de «neoliberal» y formó parte de la Alternativa Popular Revolucionaria, una coalición izquierdista de oposición al gobierno. En agosto de 2023 el Tribunal Supremo de Justicia intervino a la junta del PCV, designando una nueva junta ad hoc para «democratizar» el partido, encabezada por Henry Parra como presidente y Sixto Rodríguez como secretario general. Mientras que Parra y Rodríguez han sido vinculados con el PSUV, partido gobernante, el PCV se une a la lista de partidos intervenidos por razones políticas por el cuestionado judicial venezolano, junto a diversos partidos del llamado chavismo disidente, y de la propia oposición tradicional.

Símbolo del Comunismo usado por el PCV.

## Historia

### Origen
El principal precursor de las ideas socialistas y comunistas en Venezuela fue Pío Tamayo, quien estudió el marxismo, y que por su forma de pensar fue hecho preso por Juan Vicente Gómez, y una vez en la cárcel, en las bóvedas del Castillo Libertador de Puerto Cabello fundó «La Carpa Roja», un espacio para la formación política, el estudio y el debate, allí comenzó a formar a un sector radicalizado de la generación de los estudiantes de 1928, les dictó clases y los pone en contacto con los fundamentos del marxismo-leninismo. Entre estos estudiantes destacan Rodolfo Quintero, Kotepa Delgado, Miguel Otero Silva, Juan Bautista Fuenmayor, Fernando Key Sánchez, Miguel Acosta Saignes y Raúl Osorio. Es importante aclarar que Pío Tamayo en vida nunca fue miembro del PCV. Sin embargo, su labor hacia la futura construcción del PCV fue tan importante que el Buró Político le otorgó en 1978, post mortem, el carnet de militante honorario del PCV.
Entre sus antecedentes también está el trabajo realizado por figuras del PCV como Gustavo Machado y Salvador de la Plaza, los cuales realizaron el primer esbozo de análisis marxista de Venezuela, el cual titularon La verdadera situación de Venezuela. Estos dos venezolanos, junto con otros revolucionarios latinoamericanos, crearon la Liga Antimperialista de América y editaron su órgano El Libertador (1925-1928). Colaboraron en la construcción de los partidos comunistas de México y Cuba, creando una importante organización policlasista llamada Partido Revolucionario Venezolano (PRV). También hay que acotar que el origen de la fundación del PCV está ligada a la participación de venezolanos miembros de partidos comunistas de otros países.
Adicionalmente el trabajo realizado en el movimiento obrero venezolano y los estudiantes, organizadas en tres grupos: el primer grupo llamado «Lecciones obreras» integrado por Rodolfo Quintero, Kotepa Delgado, Juan Bautista Fuenmayor, Ángel Márquez y Pedro Juliac; el segundo grupo llamado «Pomposo», que logró agrupar a más de 30 personas y editó Lo que todo obrero debe saber, estaba integrado por Raúl Osorio, Víctor García Maldonado, Juan José Núñez Morales, Gustavo González, José A. Vásquez, Rafael Medina Febres, Luis Useche; y el grupo de Maracaibo de las plazas Baralt y Urdaneta conformado por Ramón Abad hijo, Raúl Cabrera, José Antonio Mayobre, Isidro Valles, Elio Montiel, Olga Luzardo, Espartaco González, Eduardo Arcila Farías, Gabriel Bracho Montiel y otros.
La actividad del PCV estuvo limitada desde su fundación por varias razones, la represión de la dictadura del general Gómez, la ilegalidad de las acciones comunistas en Venezuela y la política dirigida desde la URSS, que por aquel entonces sugería la militancia de comunistas dentro de partidos legales.

### Creación del Partido Comunista de Venezuela
Durante la década de 1930 existía el Buró del Caribe, un organismo que formaba parte de la Internacional Comunista y cuyas funciones era la de organizar, coordinar y atender a los partidos comunistas en los países del Caribe.
A comienzos de 1931 el Buró del Caribe envió a Caracas a Aurelio Fortoul con la misión de organizar el Partido Comunista en Venezuela. Fortoul abrió un gabinete de arquitectura, ya que él era arquitecto, que estaba ubicado en Caracas, y con mucha prudencia empezó a reunir a varios posibles miembros del partido por separado. Es así como se realiza la primera reunión y se crea la primera Célula del PCV con Tomás Aquino Torres, Tomás del Carmen Torres, José Antonio Mayobre, Víctor García Maldonado; Raúl Osorio y Aurelio Fortoul quedaron subordinados a esa célula. Aquino Torres resultó elegido secretario provisional de esa primera célula. En esta primera célula del PCV en días posteriores se fueron integrando Juan Bautista Fuenmayor, Kotepa Delgado, Rodolfo Quintero y Fernando Key Sánchez.
Con la ayuda de Joseph Kornfeder, Carmen Fortoul y Guillermo Hernández Rodríguez, quienes eran egresados de la Escuela Leninista de Cuadros de Moscú, se empezó a organizar el PCV, estos tres personajes participaron en la transformación del Partido Socialista Revolucionario de Colombia, a marxista-leninista, para convertirlo en el Partido Comunista Colombiano para el 6 de abril estaban creadas seis células y el comité radial, cuyo secretario era Ramón Abad y el tesorero Roberto Maggi. Continuó creciendo el número de células, así como de comités de radio y se procedió a formar fracciones en las sociedades gremiales.
En marzo de 1931 surge El Martillo, órgano de propaganda del Partido Comunista de Venezuela, sale de forma mimeografiada, difundiendo propaganda marxista. El primero de mayo de 1931 es distribuido el primer manifiesto comunista de Venezuela, el cual se titulaba La lucha por el pan y por la tierra, y fue firmado por el comité central provisional del PCV, la impresión de ese documento fue traída desde Colombia por Joseph Kornfeder.
El 29 de mayo, a causa de la imprudencia de un afiliado y la acción de un delator, fue localizado el sitio donde se dictaban los cursos, es decir la oficina de arquitectura de Aurelio Fortoul, y fueron apresados por la policía gomecista 10 integrantes directivos de la organización existente, cuarenta obreros y varios estudiantes. Entre los detenidos estaban Aurelio y Mariano Fortoul, Ramón Abad Manuel Simoza, Felipe Escobar, Kotepa Delgado, Felipe Escobar, Juan Bautista Fuenmayor, Raúl Osorio, Víctor García Maldonado y el muy joven Fernando Key Sánchez entre otros.
Para 1932 estaban organizados unos 300 militantes en células y se tenían unos 600 simpatizantes en periodo de prueba. Para febrero de 1932 se convoca y efectúa una conferencia regional, con treinta delegados, y se elige un comité central provisional.

### Ingreso a la Internacional Comunista
25 de julio de 1935 se inaugura el VII Congreso de la Internacional Comunista, congreso en el que el Partido Comunista de Venezuela (PCV) fue admitido como miembro pleno de la Internacional Comunista. El PCV desde la creación de su primera célula en 1931, mantuvo estrecha vinculación con los Partidos Comunistas de Francia, Colombia y Estados Unidos, así como con los organismos sectoriales de la Internacional Comunista tal como era el Buró del Caribe, al cual Aurelio Fortoul el 13 de abril de 1931 informó la creación de la primera célula del PCV. Así, en el protocolo A n.º 463, de fecha 8 de agosto de 1935, los miembros del Comité Político de la Internacional Comunista acordaron crear una comisión que informara acerca de la incorporación de los Partidos comunistas de: Perú, Colombia, Venezuela, Costa Rica y Puerto Rico como seccionales de la Internacional Comunista, siendo estos incorporados el 20 de agosto de 1935, hecho que quedó plasmado en el Protocolo n.º 43, de la sesión final del VII Congreso, 23.º día de sesión.

### Estructuración en la clandestinidad
Tras la muerte de Juan Vicente Gómez en 1935 se inició un proceso conocido en Venezuela como la «transición democrática» con la designación de Eleazar López Contreras como presidente en 1936 que promovió la formación de partidos políticos, sin embargo se reformó la Constitución, cuyo artículo 32, inciso VI, establecía: «Se consideran contrarios a la independencia, a la forma política y a la paz social de la nación, las doctrinas comunistas y anarquistas; y los que las proclamen, propaguen o practiquen, serán considerados como traidores a la patria y castigados conforme a la ley».
Por todas esas situaciones se hacía imposible el establecimiento del PCV como una organización legal, muchos de sus líderes habían sido enviados al exilio o se encontraban presos, de igual forma muchos de ellos tenían la doble militancia, militaban clandestinamente en el PCV y pertenecían también a otras organizaciones políticas como el Partido Republicano Progresista concentrado en un medio urbano, cuyos miembros eran en su mayoría obreros, pero dirigidos por sectores de clase media, intelectuales y estudiantes, el cual tenía en sus filas a la mayoría de militantes del partido comunista, este partido era dirigido por militantes del PCV en clandestinidad como Rodolfo Quintero, Miguel Acosta Saignes, Carlos Irazábal, Miguel Otero Silva, Ramón Volcán, Guillermo Mujica y Víctor García Maldonado; el Movimiento Organización Venezolana (ORVE), fundamentalmente integrado por intelectuales y personalidades de la época (los militantes de ORVE tenían orientación marxista antes de la llegada de Rómulo Betancourt), asimismo estaban la Federación de Estudiantes de Venezuela Organización Política (FEV-OP) reconstruida y dirigida por militantes del PCV como Eduardo Gallegos Mancera y Pedro Ortega Díaz, también formaban parte de los partidos regionales Bloque Popular (BP) y el Bloque Nacional Democrático (BND) dirigido por Gabriel Bracho, de ámbito zuliano; los cuales se encontraban en zonas de actividad petrolera, orientados hacia el proletariado del país, entre los pocos organismos del PCV a nivel nacional, se encontraba el PCV del Zulia dirigido por Juan Bautista Fuenmayor, Kotepa Delgado, Espartaco González, José Martínez Pozo, Manuel Taborda, Natividad García Salazar Max García Salazar, Antonio Villasmil Luzardo, Ángel Emiro Ávila y Olga Luzardo. Durante esa época el PCV se consolidó como un partido de la clase trabajadora, teniendo su fuerte en el estado Zulia con los obreros del sector petrolero, en Caracas con panaderos, zapateros y estudiantes, mientras que en el resto del país resaltaban los campesinos, pescadores y los intelectuales revolucionarios.

### Huelga petrolera de 1936

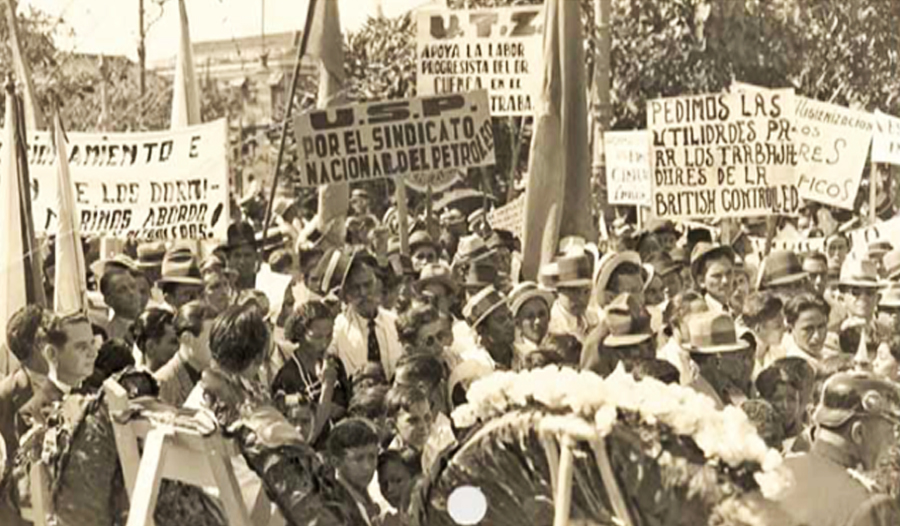
Huelga petrolera de 1936.

En el año de 1936, durante el mes de diciembre se llevó a cabo una huelga petrolera en Venezuela, siendo la primera de su tipo, contando con la dirección de distintos miembros del PCV, destacando la participación de Manuel Taborda, José Martínez Pozo, Luis Emiro Arrieta y Rodolfo Quintero, quienes estuvieron encargados de dirigir gran parte de la masa obrera de dicha huelga, así como la participación activa de Max García, Domingo Mariani, Isidro Valles, Jesús Faría y Olga Luzardo, todos militantes y dirigentes comunistas.
La huelga consistió en el paro laboral de más de 20 mil trabajadores al servicio de las compañías transnacionales petroleras, quienes exigían mejores condiciones de trabajo, ya que las condiciones de la época eran aberrantes, salarios excesivamente bajos, condiciones insalubres, trabajos forzados, constantes accidentes y muertes laborales, humillación de los trabajadores, carencia de beneficios, entre otras formas de explotación obrera, la misma se inició el 14 de diciembre, y culminó de forma abrupta, luego de una violenta represión militar y policial en contra de los trabajadores, tras la firma del Decreto del presidente Eleazar López Contreras, del 22 de enero de 1937, que puso fin al conflicto con el simple aumento pírrico de un bolívar al salario de los trabajadores.
Para ese año en el estado Zulia, el PCV tenía sus mejores cuadros de base netamente proletarias y una estructura muy bien definida, lo que le permitió cumplir un rol fundamental en el proceso de constitución de distintos sindicatos y federaciones de sindicatos, por ejemplo Manuel Taborda tuvo la responsabilidad de dirigir los sindicatos de obreros petroleros de Mene Grande, de San Lorenzo y de Maracaibo. Durante la huelga, los obreros que se preparaban para el combate habían constituido un Comité Central clandestino que dirigiera la huelga, integrado por Isidro Valles (quien lo presidía), Dilío Marín, José Antonio Mayobre, Juan Bautista Fuenmayor y Felipe Hernández.

### Primera Conferencia Nacional

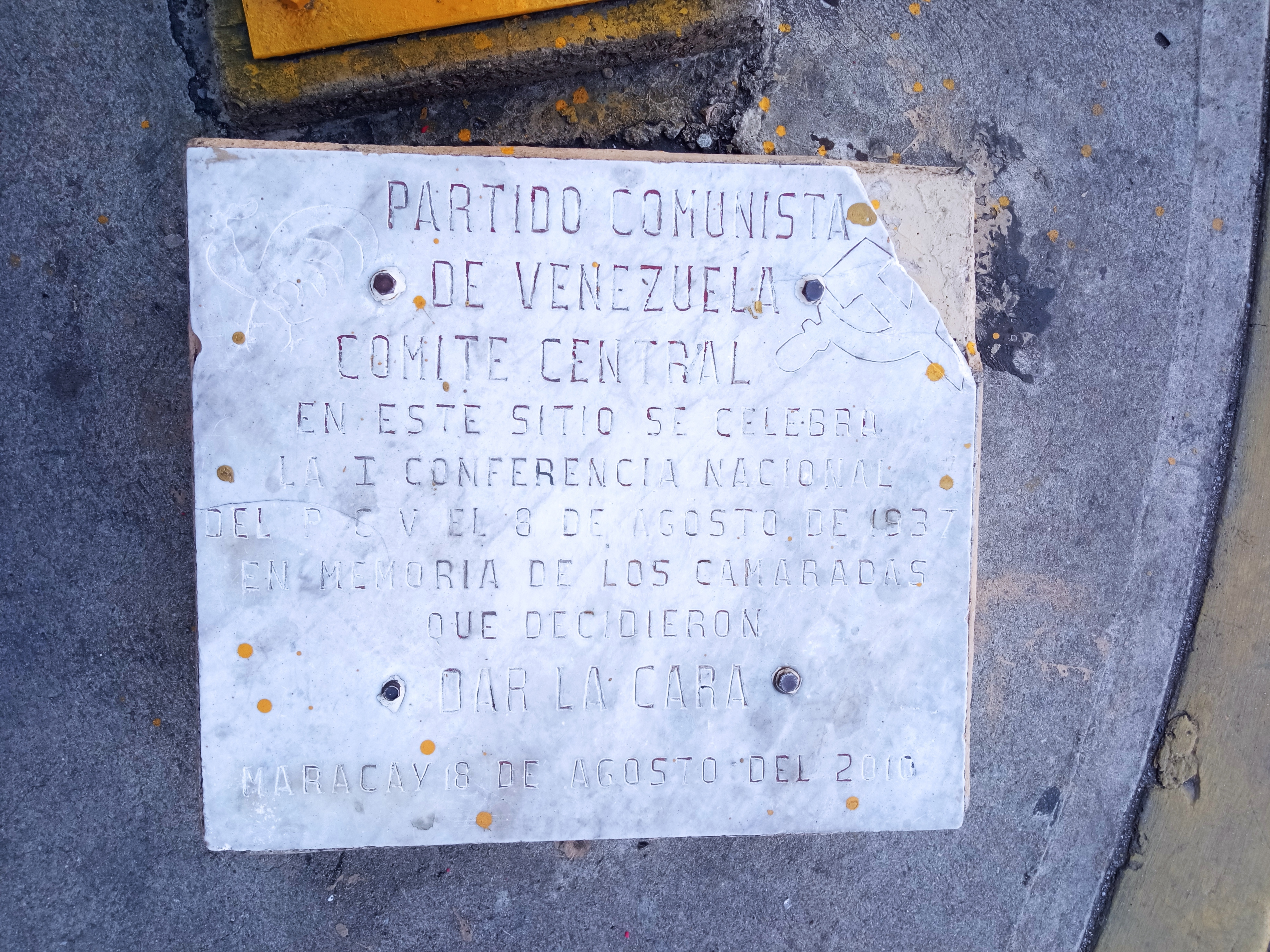
Placa conmemorativa de la Primera Conferencia Nacional del partido en la avenida Bolívar de la ciudad de Maracay

En 1937 comienzan a agruparse los cuadros comunistas por iniciativa de Juan Bautista Fuenmayor y Kotepa Delgado, esto dio como resultado la celebración de la I Conferencia Nacional del PCV, la cual se realizó el 8 de agosto de 1937 en la ciudad de Maracay, específicamente en la casa de un militante comunista llamado Víctor Paiva, participaron 17 delegados y 4 auxiliares de logística, dentro de los delegados participantes se encontraban; por el estado Carabobo: Kotepa Delgado, Antonio José León y Luis Evaristo Ramírez; por el Estado Zulia: Jacobo Belzicky, Jesús Faría, Espartaco González y José Martínez Pozo; por el Distrito Federal: Alfredo Conde Jahn, Fernando González, Pedro Juliac, José Antonio Mayobre y Miguel Otero Silva; por el estado Lara: Andrés Guevara, Emigdio Peña y Pedro Pablo Piña; por el estado Táchira: Julio Álvarez y por el estado Sucre: Juancho Castro. De los resultados de esta primera conferencia se estableció la dirección del PCV, quedando escogido su primer Comité Central y se ordenaron ciertas líneas de acción política entre las que destacó el abandono de la militancia comunista en otros partidos legales policlasistas. De igual manera en esta conferencia se reafirma el carácter marxista-leninista de la organización y la definición clasista del partido, de esta primera conferencia también surge el cargo de secretario general del PCV, para el cual resultó elegido en ausencia Juan Bautista Fuenmayor, quien se encontraba en la clandestinidad, por lo que no pudo asumir de inmediato el cargo.
En 1937 surge otro manifiesto del Partido Comunista de Venezuela, en el cual se anuncia su organización a nivel nacional, y se fija una posición clara ante los problemas que para ese entonces se suscitaban en el país. Le tocó a Alonso Ojeda Olaechea la publicación y reproducción de dicho manifiesto, contentivo de los resultados de la Primera Conferencia Nacional del PCV, el cual llevaba por título «Dar la cara». En octubre de ese año se celebra en Caracas el I Pleno del Comité Central del PCV, donde se fijaron las bases ideológicas del Partido, quedando constituido formalmente e iniciando de este modo su primer período de acción en la clandestinidad. En ese primer Pleno se escogió como secretario general provisional a Jorge Saldivia Gil para que ocupra el cargo mientras que Juan Bautista Fuenmayor seguía en clandestinidad.

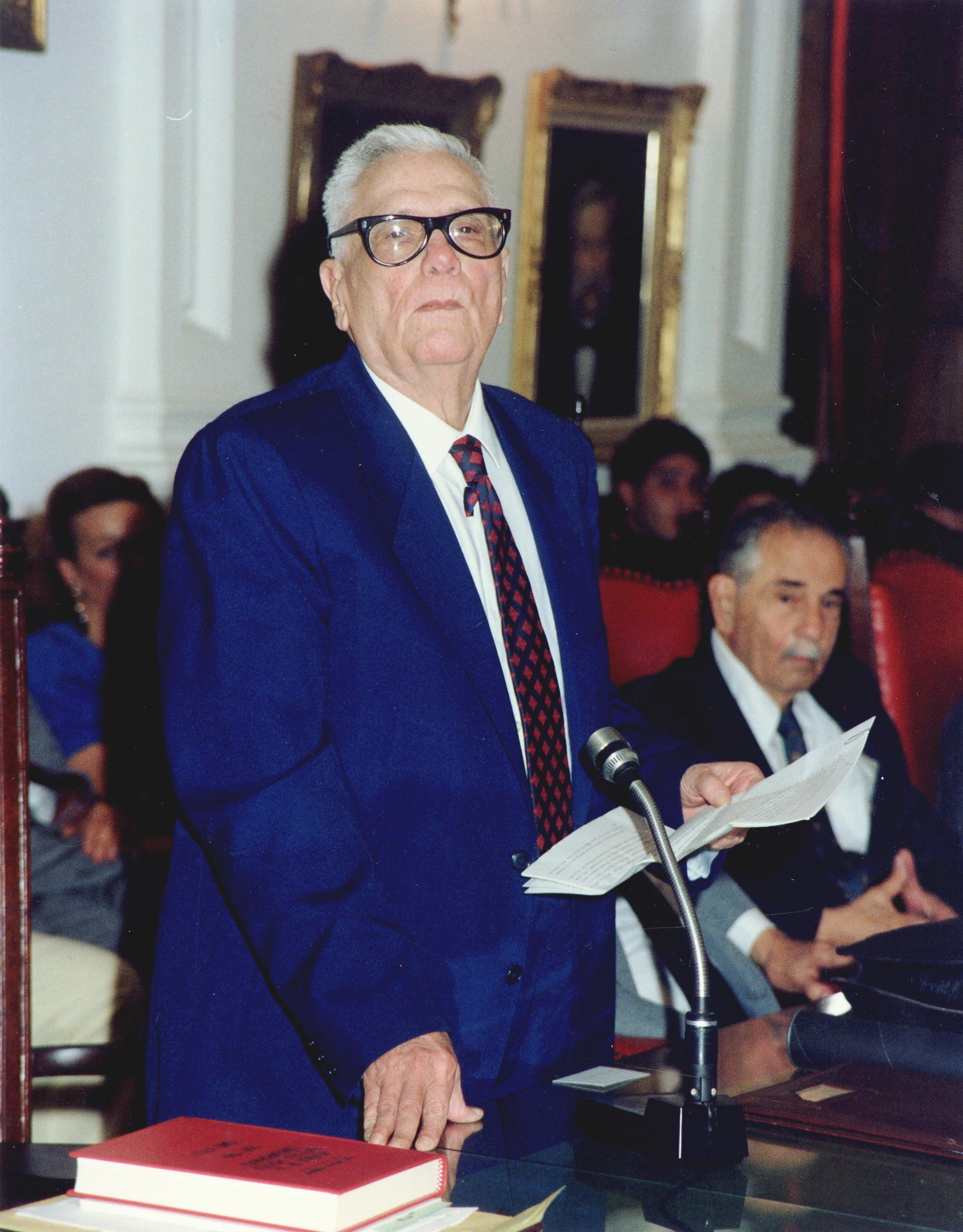
Juan Bautista Fuenmayor.

En abril de 1938 reaparece El Martillo como órgano del comité central del PCV, su principal editor era Alonso Ojeda Olaechea y el PCV para su impresión y distribución siempre logró burlar los organismos de seguridad. A partir de 1938 el PCV comienza a apoyar al gobierno de López Contreras por considerar que se estaba trabajando para solucionar las necesidades de los venezolanos, pero a partir de 1940 comienzan las divergencias del PCV con el gobierno alegando la debilidad de este ante el manejo petrolero frente a Estados Unidos.

### Apoyo a la candidatura presidencial de Rómulo Gallegos
En el año de 1941 el PCV decide darle apoyo a la candidatura presidencial de Rómulo Gallegos. Y resulta ganador el general Isaías Medina Angarita, al que el PCV había tachado de «fascista», ya que Isaías Medina Angarita manifestaba abiertamente su admiración por Benito Mussolini, esto aunado a que el presidente Medina era militar y el PCV pensaba que sería un gobierno militarista y autoritario.

### Durante el gobierno de Isaías Medina Angarita
Poco después de instalarse el nuevo gabinete el PCV lo apoyaría, incluso en una edición de El Martillo se hace una nota indicando que el gobierno de Medina Angarita comenzaba a dar muestras de ser un gobierno progresista. Hacia 1941 todavía estaban prohibidas las actividades comunistas en el país, aunque el gobierno de Medina comenzó a legalizar partidos. En 1942 surge el semanario Aquí Está fundado por Miguel Otero Silva, Carlos Augusto Léon y Ernesto Silva Tellerías, Aquí Está substituyó a El Martillo como órgano de prensa del Partido Comunista de Venezuela.
Durante los años 40, se dieron las condiciones para fortalecer el desarrollo del movimiento obrero sindical, dentro de las organizaciones sindicales más fortalecidas destacan, la Unión de Trabajadores del Zulia dirigida por José Martínez Pozo y Jesús Correa, y la Unión de Trabajadores Petroleros dirigida por Jesús Faría.
En 1944 se realiza la IV Conferencia Nacional del PCV y en ella se aprueba la creación de la Unión Popular Venezolana (UPV), que funcionó como “fachada legal” del PCV durante el gobierno de Isaías Medina Angarita, esto con el fin de evitar la aplicación del inciso VI. Con la creación de UPV, se unieron dos partidos de ideología comunista como eran Unión Municipal y Liga de Unificación Zuliana. Posteriormente, participarían en la coalición oficialista junto al gobernante Partido Democrático Venezolano (PDV) en las elecciones municipales del año siguiente. Los comunistas comenzaron a crecer dentro de los sindicatos venezolanos a tal medida que para 1944 controlaban 109 de los 150 formalmente constituidos.
Su principal rival político era el partido Acción Democrática (AD), el cual hace que a través del Congreso de la República se desarticulase la UPV por estar prohibidas constitucionalmente las actividades comunistas y de manera indirecta obtener el control de los sindicatos.
A mediados de 1945 surge el semanario Unidad, el cual surge de forma opuesta a todo lo publicado en Aquí Está, ya que este órgano empezó a publicar artículos donde se promovía el «browderismo» entendido como una tercera vía que reconciliase al capitalismo con el comunismo. Uno de sus principales editores fue uno de los miembros fundadores del PCV Rodolfo Quintero.

### Primera etapa legal del PCV
El 9 de octubre de 1945 se reforma la Constitución, Es derogado el inciso VI. El PCV es legal por primera vez, se adopta nuevamente y de manera formal el nombre de Partido Comunista de Venezuela, ejerciendo sus funciones como secretario general Juan Bautista Fuenmayor. El PCV pasaría a controlar nuevamente parte de los sindicatos que había perdido un año antes tras la iniciativa de AD.
El 18 de octubre de 1945, Medina Angarita fue derrocado durante el Golpe de Estado, la cual estaba liderada por los sectores jóvenes de las Fuerzas Armadas y determinados sectores civiles, como los militantes de Acción Democrática (AD).  Esa época es conocida históricamente como el Trienio Adeco, debido al ascenso de AD al poder, primero al convertirse Rómulo Betancourt en el presidente de la Junta Revolucionaria de Gobierno. El PCV respaldo la nueva junta de gobierno. Esos tres años se caracterizaron políticamente por la hegemonía del partido gobernante sobre los otros tres partidos opositores.
Del 28 de noviembre y el 3 de diciembre de 1946 se realiza el I Congreso del Partido Comunista de Venezuela, también llamado «Congreso de la Unidad», en dicho congreso se buscó la unificación de criterios en la línea político-ideológica del PCV, ya que existía una división entre tres grupos, un grupo liderado por Juan Bautista Fuenmayor de tendencia browderista que se quedó con las siglas del partido «PCV», aunque le decían «PCV-Bobito» el cual contaba con el apoyo de Jesús Faría que no era browderista, pero que había sido objeto de ataques por parte de algunos miembros del segundo grupo liderado por Gustavo Machado, Rodolfo Quintero, Eduardo Machado y Luis Miquilena denominado «PCV-U» (Partido Comunista Unificado) o grupo «macha-miqui», que incluso se registró legalmente con ese nombre en febrero de ese año, que también insistía en poner en práctica la corriente de lo que se conoció como «browderismo», la cual consistía entre otras cosas en tener un partido legal de comunistas que no se proclamara públicamente comunista, este grupo proponía que el partido volviera a llamarse UPV, y un tercer grupo liderado por Pedro Ortega Díaz, Miguel Otero Silva y Eduardo Gallegos Mancera conocido como «Grupo No» que no estaba de acuerdo con las posiciones de desunión de los otros dos sectores, y comulgaba con la idea de la unificación del partido; este tercer grupo a pesar de ser minoría, al final mantendría la supremacía por sobre los otras dos logrando la unificación definitiva del PCV.
El primer comité central y su correspondiente buró político surgido del Congreso de Unidad, estaba integrado por 25 militantes: Luis Emiro Arrieta, Humberto Arrieta, Eduardo Blanco, Gabriel Casanova Esparza, Natalio Castillo, Jesús Faría, Andrés Fernández, Juan Bautista Fuenmayor, Max García, María González, Pedro Gutiérrez, Facundez López, Eduardo Machado, Gustavo Machado, Carlos Malavé, Pompeyo Márquez, José Martínez Pozo, Hipólito Pérez Mendoza, Manuel Isidro Molina, Jesús Nieves, Alonso Ojeda Oleaechea, Martín J Ramírez, Manuel Taborda, Eloy Torres y Bhilla Torres de Molina. Tras ese primer congreso se sustituye el cargo de secretario general por un secretariado compuesto, el cual estuvo integrado por Gustavo Machado Juan Bautista Fuenmayor y Luis Emiro Arrieta. De igual forma a finales del año de 1946 surge como instrumento de prensa El Popular, esto en sustitución de los dos medios rivales que se venían publicando Aquí Está y Unidad.
Durante esos años, el PCV participó en la Asamblea Constituyente de 1946, resultando electos dos asambleístas, Gustavo Machado y Juan Bautista Fuenmayor, el primero por el antiguo Distrito Federal y el segundo por el estado Zulia. La nueva Constitución de 1947 fue firmada por la fracción parlamentaria del PCV junto con Acción Democrática, COPEI y la Unión Republicana Democrática (URD).
El 16 de septiembre de 1947, se celebra el congreso constitutivo de la Juventud Comunista de Venezuela, conocida como JCV, que surge como fuerza juvenil de apoyo del partido y núcleo de formación de futuros cuadro, en ella resulta elegido como secretario general de la JCV Guillermo García Ponce. En esta época sigue siendo determinante Jesús Faría, a través del movimiento obrero del sector petrolero, Faría es nombrado parte del secretariado compuesto del PCV, al cual entra en sustitución de Luis Emiro Arrieta.
Posteriormente, el Partido Comunista de Venezuela decidió participar en las elecciones presidenciales y parlamentarias de 1947 con su propio candidato, Gustavo Machado. Las elecciones se realizaron en diciembre de 1947, no obstante, en ambos comicios la votación para el PCV fue muy baja, rondando el 3 %, resultando electos Jesús Faría como senador, mientras que Gustavo Machado, Juan Bautista Fuenmayor y Alonso Ojeda Olaechea resultaron elegidos diputados.

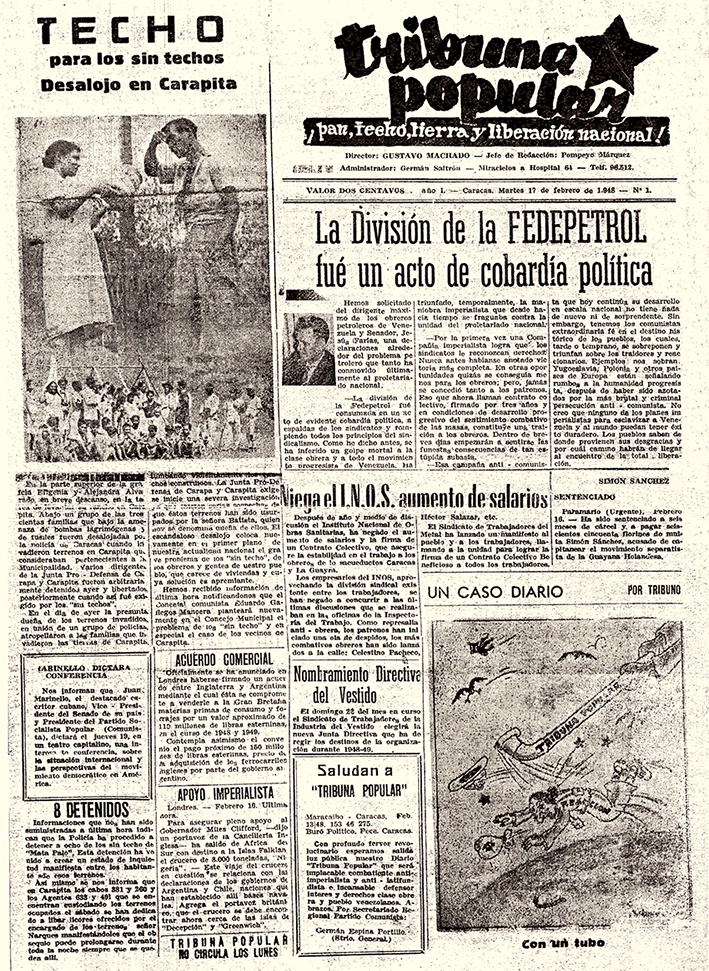
Portada de la primera edición de Tribuna Popular.

El 17 de febrero de 1948 aparece el primer número de Tribuna Popular, bajo la dirección de Gustavo Machado, Tribuna Popular nace en sustitución de El Popular. Tribuna Popular junto con el periódico El Nacional, van a ser suspendidos temporalmente por haber denunciado los abusos de la Dirección de Seguridad Nacional, en cuanto a represión y maltrato de la militancia política se refiere.
En agosto de 1948, se realizó el II Congreso del PCV, el cual para ese entonces contaba con 17 000 militantes debidamente inscritos en el partido.
Durante este periodo de tres años, en el campo político el PCV luchó principalmente con Acción Democrática por el control de los sindicatos obreros y las centrales sindicales a nivel regional y nacional.

### Dictadura de Marcos Pérez Jiménez
El golpe de Estado en Venezuela de 1948 despoja del poder al presidente Rómulo Gallegos. Esta insurrección estaba compuesta por el mismo grupo de militares que habían participado en el golpe de 1945 encabezados por Carlos Delgado Chalbaud y Marcos Pérez Jiménez, solo que en esta ocasión decidieron no buscar el apoyo de partido político alguno, pese a ello todos los partidos aceptaron el nuevo régimen en un principio con cierta cautela, con excepción de AD y el PCV que se opusieron desde el principio, los primeros por haber sido depuestos e ilegalizados y los segundos porque sabían que los militares golpistas eran fuertemente anticomunistas-antisocialistas. Para el PCV se ponía fin a la hegemonía partidista y al sectarismo de AD en la vida política general y particularmente en el control de los sindicatos, pero si bien el partido no fue ilegalizado tampoco se le permitía actividades de ninguna índole.
En mayo de 1950 el PCV organiza una huelga de 48 horas en el sector petrolífero, pero esta acabó extendiéndose, haciendo que el gobierno militar decretara la ilegalización formal del PCV y su órgano de publicación, Tribuna Popular, esto ocurrió exactamente el 13 de mayo de 1950, dando inicio a una escalada de persecución, encarcelamiento y asesinatos de varios de los dirigentes del PCV. Los hermanos Machado retornan al exilio mexicano en 1951 dedicándose, junto con Jesús Sanoja Hernández y otros exiliados, a la edición de un boletín de análisis y denuncia de la situación política latinoamericana.  Durante este periodo es encarcelado nuevamente Jesús Faría, el cual fue nombrado secretario general del PCV, cargo que se instituyó de nuevo en los estatutos del partido en una conferencia nacional clandestina en 1951, desapareciendo así el secretariado compuesto. Si bien para 1952 el PCV se encontraba ilegalizado, estos llamaron a apoyar a la URD en las elecciones de la Asamblea Constituyente, incluso logrando que varios de sus militantes obtuvieran un curul, incluyendo a Alberto Lovera por el estado Lara. No obstante, esos comicios fueron fraudulentos luego de que el general Marcos Pérez Jiménez ordenara la suspensión del conteo de votos que le daban la victoria parcial a la URD. En 1957 el comité central del PCV se reúne en el XIII Pleno y nombra un buró político conformado por Pompeyo Márquez, Alonso Ojeda Olaechea, Eloy Torres, Pedro Ortega Díaz y Guillermo García Ponce, posteriormente se crearía por iniciativa del PCV y URD un grupo denominado «Junta Patriótica», que planificaba un golpe de Estado contra Pérez Jiménez, a este movimiento más tarde se integrarían AD y COPEI.

### Segunda etapa legal del PCV
El 22 de enero comienza una huelga general en Venezuela y el 23 de enero de 1958 es derrocado Marcos Pérez Jiménez, que huye del país. Se da a conocer la directiva de la Junta Patriótica, integrada por Fabricio Ojeda (URD), Guillermo García Ponce (PCV), Enrique Aristeguieta Gramcko (COPEI) y Silvestre Ortiz Bucarán (AD). Durante esta etapa fue determinante la participación del Partido Comunista de Venezuela, sin embargo una vez derrocado Pérez Jiménez el PCV no hizo ningún esfuerzo por hacerse con el poder político, ni mucho menos por integrarse a la Junta de Gobierno.

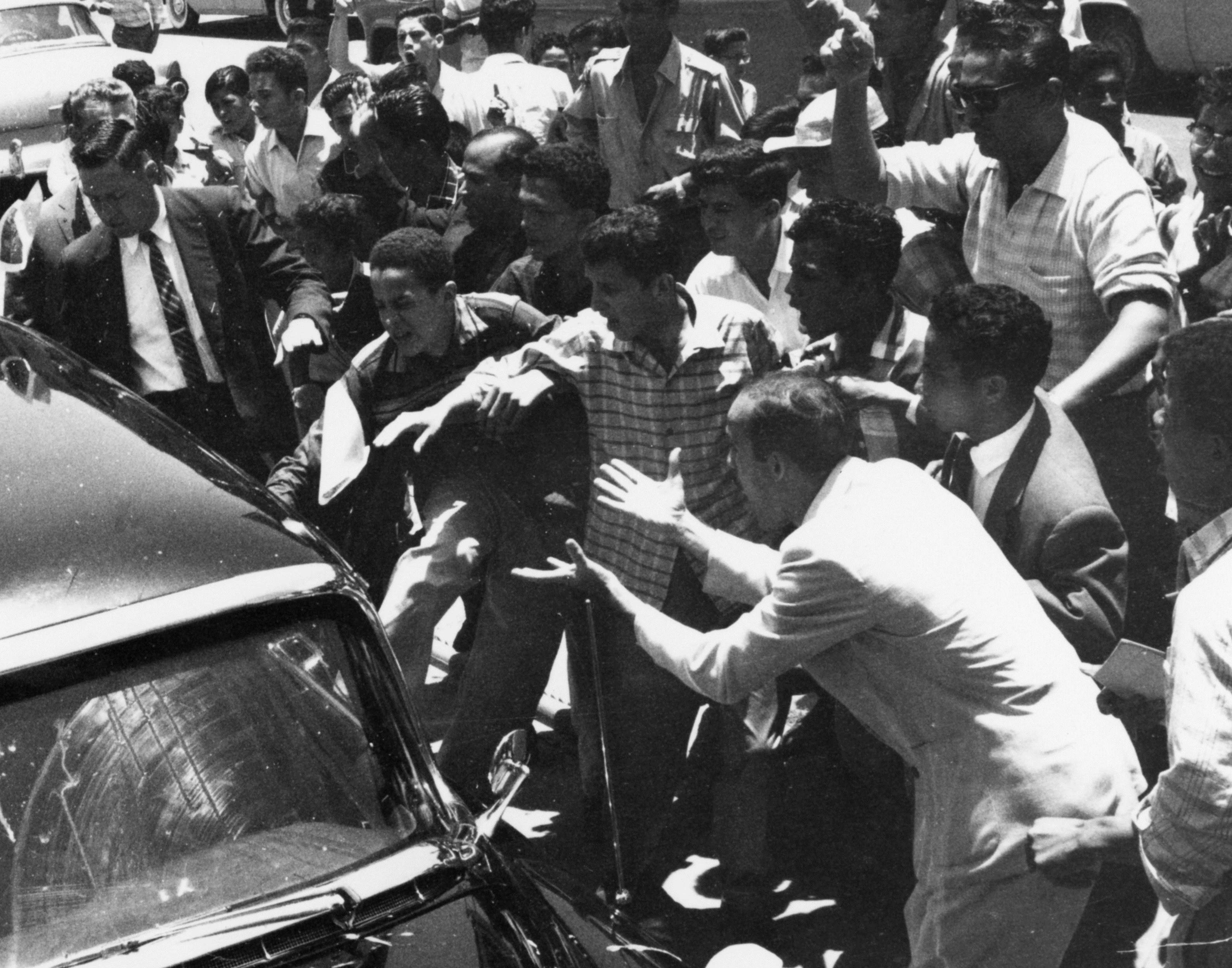
Caravana del Vicepresidente de los Estados Unidos Richard Nixon recorre Caracas y es atacada por manifestantes de izquierda.

En 1958, ya en libertad, Jesús Faría asume de cuerpo presente la secretaría general del partido, cargo que le había salvado la vida durante 8 años que estuvo preso y casi totalmente incomunicado. Se constituye una Junta de Gobierno presidida por Wolfgang Larrazábal, regresan los líderes exiliados de los cuatro principales partidos de ese momento: Gustavo Machado (PCV), Jovito Villalba (URD), Rómulo Betancourt (AD) y Rafael Caldera (COPEI). El PCV presuntamente orquestó el ataque contra la caravana del presidente estadounidense Richard Nixon el 13 de mayo de 1958.
Se convocaron a elecciones generales para elegir presidente y parlamentarios (tanto senadores como diputados), Édgar Sanabria sustituyó al contralmirante Wolfgang Larrazábal como presidente de dicha junta de gobierno, quien decide presentarse en las elecciones. Antes de llevarse a cabo esas elecciones, se firma el 31 de octubre de 1958 un documento conocido como el Pacto de Puntofijo entre AD, COPEI y la URD, según el cual estos partidos se comprometerían a respetar los resultados electorales y a crear un Gobierno de Unidad Nacional. El PCV fue excluido de dicho acuerdo por iniciativa de AD, partido cuya ala de derecha se oponía totalmente a la doctrina comunista, y por otro lado el rechazo de COPEI tras la evidente oposición de la Iglesia Católica al PCV por la misma causa.
Para esas elecciones de diciembre de 1958 el PCV decidió apoyar al candidato de la URD Wolfgang Larrazábal, el cual alcanzó cerca del 35 % de los votos. En estos comicios resultó elegido Rómulo Betancourt, de AD.

### Democracia represiva y lucha insurreccional

#### Durante el Gobierno de Rómulo Betancourt
Tras la toma de posesión de Rómulo Betancourt, el mismo da un discurso en el cual ofende al partido comunista, ratificando su exclusión al no ser tomado en cuenta para el «gobierno de unidad» y anunciando que tomará medidas contrarias a la doctrina comunista. De igual manera comienza a atacar a los comunistas en cada uno de sus discursos posteriores.
En 1960 bandas armadas de sindicalistas de derecha de Acción Democrática, conocidas como «sotopoles» atacan a sindicalistas comunistas, los primeros agredidos son los trabajadores del Plan de Emergencia el 4 de agosto, el ministro de Obras Públicas Santiago Hernández Ron, anunció el fin del Plan de Emergencia iniciado por la Junta de Gobierno en febrero de 1958. Durante varios meses se dan manifestaciones y disturbios, aumentando la represión por parte del gobierno. La «Sotopol» ataca al sector juvenil de la izquierda de acción democrática, evento este que produce el nacimiento del Movimiento de Izquierda Revolucionaria (MIR).
EL 28 de diciembre de 1960 son asaltados los talleres de Tribuna Popular por la recién creada Dirección General de Policía, un mes después, el 29 de noviembre, el Gobierno prohibió la publicación del mismo, por lo que el PCV activó un plan de emergencia para su distribución. El 11 de enero de 1961 en Caracas, la policía reprime de forma brutal a la manifestación de La Concordia, ese día un grupo de trabajadores manifestaban contra el desempleo, el saldo del enfrentamiento resultó con el asesinato de 3 ciudadanos, varios heridos y gran número de detenidos. El 12 de enero Rómulo Betancourt ofrece un discurso y lanza la frase «Disparar primero, averiguar después». 23 de enero nueva constitución y se suspenden las garantías.
El 10 de marzo de 1961, se instala el III Congreso del PCV el cual estaría destinado a buscar formas de conquistar a las masas, sin embargo conforme pasaron los días, y llegado el final del congreso el 18 de marzo, se decide aprobar la lucha armada como medio para acceder al poder, con la opinión disidente de Pedro Ortega Díaz y Alonso Ojeda Olaechea, quienes sin embargo acataron la medida tomada por el comité central y se unieron a la lucha armada.
El 3 de julio de 1961 la antigua Corte Suprema de Justicia pide a la Cámara de Diputados el allanamiento de las casas y oficinas de Teodoro Petkoff, miembro del PCV y de Domingo Alberto Rangel del MIR. Son tomados una vez más los talleres de Tribuna Popular, y el 13 de julio de 1961 Gustavo Machado, denuncia al presidente Betancourt y al ministro de Relaciones Interiores por el allanamiento del local donde se edita el diario. El 2 de agosto de 1961 la Comisión Delegada del Congreso Nacional acuerda suspender la inmunidad parlamentaria al diputado Teodoro Petkoff, a solicitud de la Corte Suprema de Justicia, tres días después el Partido Comunista de Venezuela expresó en un comunicado su "rechazo al allanamiento de la inmunidad parlamentaria del diputado Petkoff, considerándola una nueva agresión a la oposición y concretamente a nuestro partido".
El 27 de agosto de 1961 es asesinado Francisco «Chico» Velásquez, luchador social y dirigente de la Juventud Comunista de Venezuela, perdió su vida a manos de funcionarios de la extinta Dirección General de Policía (Digepol), en plena manifestación estudiantil en el estado Anzoátegui. El primero de noviembre de 1961 resulta asesinada Livia Gouverneur, estudiante de Psicología de la UCV y militante del PCV, este hecho quedó marcado en la historia del PCV, siendo recordada en la historia contemporánea de Venezuela como una mártir.
En 1961 los militantes de la JCV José Rafael Bosque, Efraín Enrique León, Rubén Palma, Antonio Paiva Reinoso y Girmán Bracamonte, secuestran un avión DC-6 de AVENSA, el cual cubría la ruta de vuelo Maiquetía-Maracaibo y llevaba 41 pasajeros. Los jóvenes obligaron a la tripulación a sobrevolar Caracas y lanzan panfletos contra la represión del gobierno, esta acción es registrada como la primera en su tipo en todo el mundo. La operación llevaba el nombre de «Livia Gouverneur». Estos jóvenes son conocidos como «Los Aguiluchos».
EL 28 de noviembre de 1961 el Gobierno de Betancourt ordena a los cuerpos de seguridad del estado allanar y ocupar los locales en el Distrito Federal del Partido Comunista y del MIR, así como detener a los militantes y dirigentes de esos partidos. El día 29 son allanados a nivel nacional todos los locales del PCV y del MIR. A lo largo del año 1961 el PCV publicó el semanario La Verdad, el cual salía publicado sin identificación de responsables ni afiliación política explícita. Esta censura duraría hasta el 9 de enero de 1962, fecha en que reapareció Tribuna Popular, sin embargo sus talleres fueron asaltados y parcialmente destruidos el 22 de enero de 1962, nuestros distribuidores y vendedores fueron perseguidos y hostigados por el gobierno y las bandas armadas del partido AD. El 31 de enero de 1962 nuevamente son allanadas las sedes del PCV y del MIR en diversos puntos del país y son detenidos varios de sus militantes, esto hace que se dé nuevamente un paro estudiantil y surge una crisis con las autoridades de la UCV. El 1 de mayo el ministro de Relaciones Interiores anuncia que los partidos PCV y MIR serán juzgados en los Tribunales de Justicia como responsables de la creación y organización de guerrillas.
El 4 de mayo de 1962 un grupo de oficiales de la Infantería de Marina, se alzan en armas contra el gobierno de Betancourt en la Insurrección de Carúpano, conocida como el Carupanazo, que no contó con el respaldo popular previsto y fue sofocada en menos de 24 horas. Este evento contó con la abierta y activa participación de los diputados Eloy Torres del PCV, y Simón Sáez Mérida, del MIR. Esto permitió que el presidente Betancourt el 9 de mayo expidiera el Decreto N.º 752, en el que suspendía el funcionamiento del PCV y del MIR en todo el territorio nacional y eran detenidos sus principales dirigentes.

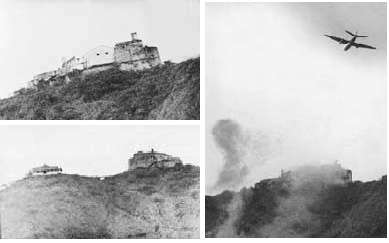
Fortín Solano bombardeado en el Porteñazo.

Un mes después en Puerto Cabello ocurre una acción militar cuando el batallón de la Infantería de Marina se alza nuevamente contra el gobierno. En esta intentona golpista, conocida como el Porteñazo, murieron unas 400 personas en combates entre los militares alzados y las tropas gubernamentales.
El 14 de noviembre de 1962 el Consejo de Guerra de Caracas sometió a un juicio militar a militantes del PCV y del MIR y militares que habían participado en las insurrecciones del Carupanazo y el Porteñazo, juicio llevado a cabo en el Fuerte Tiuna, antigua hacienda “Conejo Blanco” que duró menos de 60 horas, en él se condenaron 150 presos políticos, a quienes se les aplicaron penas por más de 8 años de cárcel a cada uno. Más tarde este número pasaría de 500 presos. El 15 de noviembre el presidente Betancourt se dirige al país con un discurso, que lleva como objeto hablar de la solicitud a la Corte Suprema de Justicia para que ilegalice al PCV y al MIR.
El 28 de septiembre de 1963, surge el incidente del asalto al tren turístico de El Encanto, operación mediática de la guerrilla de las FALN, que tuvo gran repercusión en el ámbito nacional debido a que durante su ejecución murieron 5 efectivos de la Guardia Nacional. La Operación se llamó «Italo Sardi», algunos guerrilleros la llamaron «Olga Luzardo», y no tuvo gran trascendencia, ya que dicha estructura no fue de importancia para la lucha que se desarrollaba en ese momento, por el contrario sirvió como pretexto para que el presidente Betancourt tomara mayores represalias contra los partidos de izquierda.
El 30 de septiembre comienzan a ser detenidos ilegalmente por agentes del SIFA los parlamentarios del PCV, este día es encarcelado Jesús Faría, y son allanadas las casas de los congresistas del PCV y el MIR. El primero de octubre de 1963, Gustavo Machado del PCV y Domingo Alberto Rángel del MIR emitieron un comunicado de prensa en el cual repudiaban la acción y aclaraban que sus partidos no tenían nada que ver con el hecho. Ese mismo día el ministro del Interior anunció la captura de 150 activistas del PCV y del MIR. El día 3 de octubre la Corte Suprema de Justicia toma la decisión de ratificar la solicitud del ejecutivo de prohibir la actividad de los partidos PCV y MIR, asimismo ordenó la detención ilegal de los diputados Gustavo Machado, Jesús Faría (que ya había sido detenido), Pompeyo Márquez, Pedro Ortega Díaz y Guillermo García Ponce del PCV, y Domingo Alberto Rangel, Jesús María Casal y Jesús Villavicencio del MIR, quienes para ese momento gozaban de inmunidad parlamentaria.
Todos estos congresistas son privados de libertad, excepto Pompeyo Márquez y Guillermo García Ponce que sería apresado unos días después. Con Jesús Faría en la cárcel, asume como secretario general (provisional) del PCV, Pompeyo Márquez, cuando este es encarcelado asume como secretario general encargado Alonso Ojeda Olaechea. El 3 de octubre de 1963, también es suspendida la circulación del diario El Venezolano, por orden del ministro del Interior y Justicia, ya que el periódico había publicado la opinión sobre la participación del diputado del PCV Eloy Torres en el Carupanazo.

#### Durante el gobierno de Raúl Leoni
En diciembre de 1963 es electo como presidente Raúl Leoni, el cual asumiría en 1964, sin embargo la situación se mantuvo igual que con Rómulo Betancourt. El 15 de enero de 1964 es detenido Pompeyo Márquez, por lo que Alonso Ojeda Olaechea, es nombrado secretario general (provisional) del PCV. El 9 de octubre de 1964, se realiza lo que se conoció como «Operación Van Troi», esta operación fue llevada a cabo por los miembros de la JCV Argenis Martínez, Carlos Rey, Noel Quintero, Raúl Rodríguez y Luis Fernando Vera, que a su vez militaban en las FALN, y consistió en el secuestro de Michael Smolen, con el objetivo de exigir la liberación de Nguyen Van Troi miembro de la Unidad Especial de Acción Armada del Frente Nacional de Liberación de Vietnam del Sur, había sido tomado prisionero en la antigua Saigón el 9 de mayo de 1964 por las tropas norteamericanas. Este hecho desencadenó más represión, y ese mismo año son perseguidos y encarcelados los líderes comunistas.
En octubre de 1965 es asesinado Alberto Lovera y son hechos desaparecer otros líderes del PCV. A los pocos días otro destacado militante comunista, Juan Pedro Rojas, murió en la cámara de torturas del campamento antiguerrillero de Cachipo; en tanto, Donato Carmona, miembro del Comité Central del PCV y antiguo dirigente de los trabajadores de la construcción, continuaba «desaparecido», sin que nunca más volviese a saberse de él.
A finales de 1965, es expulsado del PCV Douglas Bravo, comandante del Frente Guerrillero José Leonardo Chirinos, que operaba en el estado Falcón, por no acatar las líneas del comité central y encabezar un brote fraccional, esto dio como resultado que posteriormente, el 23 de abril de 1966 Douglas Bravo funde el Partido de la Revolución Venezolana (PRV), llevándose con él varios cuadros medios del PCV.
El 18 de marzo de 1966, Jesús Faría que estaba preso desde 1963, es expulsado a la Unión Soviética debido a que tenía un mal estado de salud, producto de las malas condiciones en las cuales se encontraba en la cárcel. En Moscú fue recibido por una muchedumbre conformada por diversos sectores del pueblo y del Gobierno soviético.
En febrero de 1967 los dirigentes del PCV Teodoro Petkoff, Pompeyo Márquez y Guillermo García Ponce se fugan del Cuartel San Carlos, todos eran miembros del buró político del PCV para ese momento. Lo hicieron a través de un túnel cuya construcción estuvo coordinada por Alonso Ojeda Olaechea y algunos militantes de la Juventud Comunista, fabricado por debajo de la calle, el cual llegaba a una casa que quedaba cercana a la prisión, dicha casa pertenecía a un sirio llamado Simón Nehemet, más conocido como Simón «el Árabe» y que tenía funcionando en esa casa un abasto comercial.
Una vez que Pompeyo Márquez está fuera de la cárcel, asume nuevamente como secretario general (provisional) del PCV. En abril de 1967 se celebra el VIII pleno del Comité Central del PCV, en él se resuelve la decisión de abandonar las armas, retomar el camino de masas y estudiar lo relativo al próximo proceso electoral. El hecho de abandonar las armas le permitió al PCV poder presentarse en las elecciones generales de 1968. El 2 de agosto de 1968, Jesús Faría regresa a Venezuela, retomando el cargo de secretario general del PCV.
Para las elecciones de 1968 se permitió participar a los militantes del PCV bajo el nombre de Unión para Avanzar (UPA), los que finalmente decidieron no presentar un candidato presidencial, pero sí una lista para el Congreso Nacional, en estas elecciones consiguen la representación de un senador y cinco diputados. Sin embargo su apoyo en las urnas se vio mermado al quedar constituido, de facto, un régimen bipartidista entre los dos grandes partidos del momento, AD y COPEI.
En diciembre de 1968 gana las elecciones Rafael Caldera, en dichas elecciones COPEI no pudo obtener mayoría ni en el senado, ni en la cámara de diputados, en esta última la fracción de AD era mayoritaria, y amenazaba con boicotear la gestión de Caldera a través de la falta de cuórum; sin embargo con el cargo de senador de UPA obtenido por Eduardo Gallegos Mancera, COPEI podía tener el cuórum necesario para activar al senado, tras conversaciones entre ambos partidos se llegó a un acuerdo, el acuerdo era legalizar al PCV y al MIR, y UPA haría cuórum en el senado, tal como sucedería más tarde.

### Tercera etapa legal del PCV
El 11 de marzo de 1969, Rafael Caldera asume la presidencia, UPA hizo el cuórum necesario para instalar el Congreso Nacional, pero ratificando que su línea será totalmente opuesta al gobierno de Caldera y a la mayoría de AD en la cámara de diputados. Cumplido el acuerdo, quince días después, el expresidente Caldera anunció que se legalizaba al PCV y al MIR, y se abría un proceso de «pacificación» del país, en ese proceso se trató de integrar a la vida política nacional, a la mayoría de los activistas de las FALN. Sin embargo es durante su mandato cuando se recrudece la represión estudiantil.
El 22 de mayo de 1969 se da un ataque en la UCV por parte de sectores de la juventud de COPEI (partido de gobierno), que se oponía a un movimiento estudiantil de conformado por las juventudes del PCV y otros partidos de izquierda, que pedían la renovación académica de la Universidad Central de Venezuela, en el ataque fue herido de bala, el secretario general de la Juventud Comunista de Venezuela, Alexis Adams. A través de este hecho surge una famosa foto publicada en los diarios venezolanos, en la cual se aprecia a un sargento disparando al estudiante mientras que el mismo queda tirado en el piso.
El 16 de diciembre de 1970 se reúne el XX pleno del comité central del PCV, crecen las diferencias internas, esto debido a que algunos dirigentes comienzan a profesar ideas adversas al marxismo-leninismo y surge una crisis a través de la cual se van más de 20 militantes del partido para formar un nuevo partido llamado «Movimiento al Socialismo (Fuerza Comunista)», lo que hoy en día se conoce simplemente como el MAS. A finales de año se realiza un proceso de recenso y afiliación, además se fija como fecha del IV Congreso del Partido el 23 de enero de 1971.
El 23 de enero de 1971 se realiza el IV Congreso del PCV con 300 delegados nacionales, arrojando como resultado la elección de un nuevo comité central y un nuevo buró político. En esa ocasión se ratifica la expulsión de 22 miembros del buró político, entre ellos Teodoro Petkoff, Pompeyo Márquez, Eloy Torres, Carlos A. Pardo y algunos otros dirigentes.
Durante los años 70 el PCV va a tener una participación activa en el movimiento sindical venezolano, a través de la creación de un frente político de la CUTV en el año 72, denominado «Nueva Fuerza», que intenta ser factor aglutinante de la Unidad Popular en este frente también participan activamente el MEP y otras agrupaciones. El 26 de julio de 1974, se realizó el V Congreso del PCV, en el cual se reeligió secretario general a Jesús Faría y se creó el cargo representativo de presidente del PCV, resultando electo Gustavo Machado, quedando en la historia como el primer presidente del Partido Comunista de Venezuela.

#### Década de 1980
En 1980, en agosto se celebró el VI Congreso del PCV, en el cual se aprueba el primer y único (hasta el momento) Programa del Partido, un esbozo de la ruta hacia la construcción del socialismo en Venezuela, en el PCV ratifica su política de la «alianza patriótica antiimperialista» o «amplia conjunción de fuerzas democráticas». En 1983, se logró una amplia alianza electoral de la izquierda en torno a la candidatura presidencial de José Vicente Rangel, pero el MAS rompe la alianza y lanza como candidato a Teodoro Petkoff. Estas elecciones las ganaría Jaime Lusinchi. Sin embargo el PCV logra obtener tres diputados al congreso nacional.

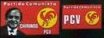
Partido Comunista de Venezuela en la boleta de votación de las elecciones generales de Venezuela de 1988.

En 1985, del 23 al 27 de octubre de 1985, se celebró el VII Congreso del PCV, en ese congreso resultó elegido Alonso Ojeda Olaechea como secretario general del PCV, cargo que había ocupado hasta esa fecha Jesús Faría, y que el mismo Ojeda Olaechea había ocupado de forma provisional en 1966. En el año de 1988 apoya la candidatura del psiquiatra y profesor universitario Edmundo Chirinos, en esas elecciones resulta ganador Carlos Andrés Pérez, el PCV obtiene 24 652 votos, que representan el 0,34 % de los resultados. No obstante el PCV logra obtener un diputado al congreso nacional.
En 1989, se realizó el VIII Congreso del PCV, es elegido por el comité central Trino Meleán, el cual asume la secretaría general del partido. Hacia finales de los años 80, el PCV sufrió los resultados del declive del comunismo a nivel mundial, con lo que se conocería como la caída del Muro de Berlín, esto sumado al descontento de los venezolanos que perdieron confianza en el sistema electoral venezolano, de igual forma la mala situación que venía atravesando el país completamente desatendido, que veía como la corrupción se apoderaba de la dirección de la nación. Ejemplo del descontento general, fue el estallido social conocido como el Caracazo, ocurrido el 27 de febrero de 1989. Otro de los factores que influyó en el bajón que tuvo el PCV en los 80, fue la división de los años 70 que seguía haciendo mella, ejemplo de esto fue la disminución de votos en todos los procesos electorales de los 70 y 80, y el aumento de votos en favor del recién fundado MAS (resultado de la mayor escisión del PCV) en estas mismas décadas.

#### Década de 1990

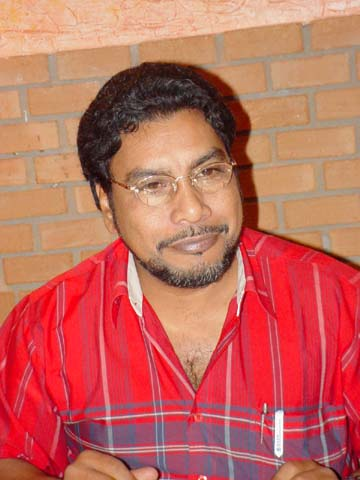
Óscar Figuera, secretario general del PCV desde 1996.

En 1993, la situación política y comercial de Venezuela cambió radicalmente y los partidos hegemónicos hasta entonces perdieron gran cantidad de votos. En la confrontación electoral de aquel año, el PCV decidió apoyar a Rafael Caldera, político proveniente de la derecha tradicional pero que encabezó un movimiento policlasista con mayoría izquierdista constituido por diversas organizaciones de dicho espectro político. Entre las cosas que motivaron al PCV a apoyar Rafael Caldera, estaban cuatro aspectos importantes; 1) Andrés Velásquez dirigente sindical venezolano, militante del partido Causa Я rechazó el apoyo de la tarjeta del gallo rojo, 2) Fue una forma de acabar con la hegemonía de AD y COPEI, 3) Caldera se había comprometido a liberar a los militares de la rebelión del 4 de febrero de 1992 y 3) Caldera también se había comprometido a no acudir ante el FMI ni al Banco Mundial por ayudas económicas. Caldera, candidato presidencial de esa coalición, ganó las elecciones, sin embargo a los pocos meses de instalado este nuevo gobierno, ya liberados los militares del 4 de febrero, el PCV anunció su ruptura con el presidente Caldera por diferencias irreconciliables con la orientación económica y la dirección política general de este, ya que lo primero que hizo fue acudir al FMI y al Banco Mundial.
El 29 de julio de 1996 muere Trino Melean, el secretario general del partido, su cargo lo ocupa Óscar Figuera por decisión del comité central del PCV. Por decisión de la X Conferencia Nacional del PCV en 1998, este partido se convirtió en el primero en apoyar oficialmente la candidatura presidencial de Hugo Chávez. En esas elecciones los resultados fueron favorables a Chávez, que obtuvo una arrolladora victoria. El PCV obtuvo 81 187 votos, para un porcentaje total de 1,25 %.

#### Hugo Chávez
El PCV participa en las elecciones de diputados a la Asamblea Nacional Constituyente de Venezuela de 1999 convocada por el ya electo presidente Hugo Chávez. A Pedro Ortega Díaz, militante del PCV y diputado electo, firmante de la Constitución de 1961, le correspondió, por ser el diputado de mayor edad, instalar la Asamblea el 3 de agosto de 1999, teniendo la misión de elaborar un Nuevo Ordenamiento Jurídico Nacional que debía encaminar a la nación por los nuevos esquemas de bienestar social, económico y político.

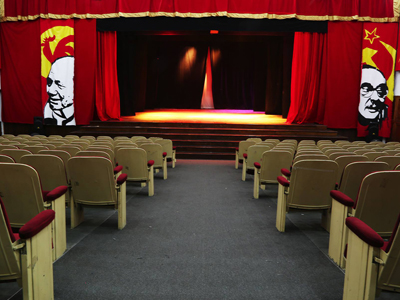
Teatro Cantaclaro, sede de los eventos del Partido Comunista de Venezuela.

En el año 2000, el PCV, vuelve a apoyar al presidente Chávez, obteniendo 57118 votos, que equivalió al 0,91 %. En el año 2005, una vez realizadas las elecciones parlamentarias, el PCV obtuvo 94 606 votos, lo que representó un 2.7 % del padrón electoral, logrando hacerse con 7 escaños, en lo que fue la conformación de la Asamblea Nacional electa para el periodo 2006-2011. Entre los diputados electos se encontraban Óscar Figuera por el estado Aragua, Diluvina Cabello por el estado Bolívar, Douglas Eduardo Gómez por el estado Carabobo, Omar Marcano Rodríguez por el estado Delta Amacuro, Aleydys Manaure por el estado Falcón y Édgar Lucena por el estado Táchira.
En las elecciones presidenciales de Venezuela de 2006 el PCV obtuvo 340 499 votos, lo que representa un 2,95 % de los sufragios emitidos y colocan al PCV como el cuarto partido entre los aliados de Chávez. En marzo de 2007 se realizó el XIII Congreso del PCV, con carácter de «extraordinario» para decidir el destino del Partido y debatir sobre la propuesta de Hugo Chávez para la creación de un partido que integre a todas las fuerzas de la izquierda venezolana, el Partido Socialista Unido de Venezuela (PSUV). Después de dos meses de debates internos, el Congreso Extraordinario muestra su «total respaldo a las propuestas del presidente Chávez».

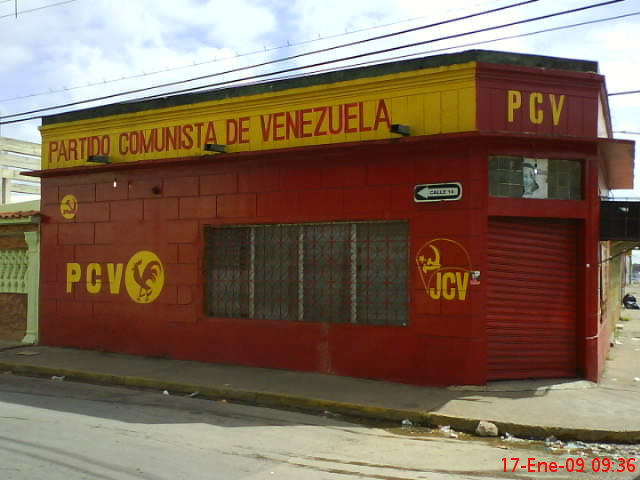
Sede del PCV en el estado Monagas.

En la resolución política que emanó del citado proceso congresual, se afirmó lo siguiente: 

Así como para alcanzar la victoria en la lucha antiimperialista se requiere de la más amplia unidad de las fuerzas políticas y sociales a nivel nacional, continental y mundial, el avance hacia el socialismo demanda simultáneamente la construcción de un partido revolucionario que agrupe a las y los cuadros que expresen las posiciones más consecuentes de las clases y capas sociales históricamente comprometidas con la revolución y el socialismo; que se constituya en la vanguardia ideológica, política y orgánica que dirija organizada, colectiva y cohesionadamente el esfuerzo creador de las masas para destruir el Estado capitalista y asuma las tareas de construcción del Poder Popular; que propugne valores, principios y conductas dirigidas a superar la hegemonía cultural burguesa aún dominante. Esta organización política debe expresar en su teoría y en su práctica social las tradiciones históricas y de lucha de nuestro pueblo de profunda raíz bolivariana, así como el marxismo-leninismo aplicado a las condiciones concretas de nuestra patria.

Sin embargo, el resultado fue la no integración para la conformación del PSUV, reconociendo necesaria la creación de un movimiento o amplia alianza patriótica, que agrupe los partidos revolucionarios que apoyan al proceso bolivariano. En noviembre de 2007 el PCV se presentó como uno de los partidos que promovían la opción del «sí» para aprobar el proyecto de reforma constitucional propuesta por Hugo Chávez y la Asamblea Nacional.
En las elecciones parlamentarias de 2010, realizadas en septiembre, el PCV obtuvo 162 919 votos, lo que representa el 1.44 % de los votos válidos y lo convierte en el décimo partido venezolano más votado, y a la vez lo convierte en el segundo partido de la coalición chavista, al lograr obtener el 2.99 % de los votos. En las elecciones presidenciales de Venezuela de 2012, el PCV formó parte una vez más de las fuerzas políticas que apoyaban la reelección de Hugo Chávez para la presidencia de Venezuela, el PCV se une al Gran Polo Patriótico donde obtiene un total de 489 941 votos equivalente al 3,29 % del electorado.

#### Nicolás Maduro
En el 2013, tras la muerte de Hugo Chávez, surgen nuevas elecciones presidenciales, el PCV, decide apoyar incondicionalmente al candidato "obrero" Nicolás Maduro, candidato que aseguraba la continuidad del proceso revolucionario venezolano. En esas elecciones el PCV obtiene un total de 283 678 votos, lo que representó el 1,89 %.

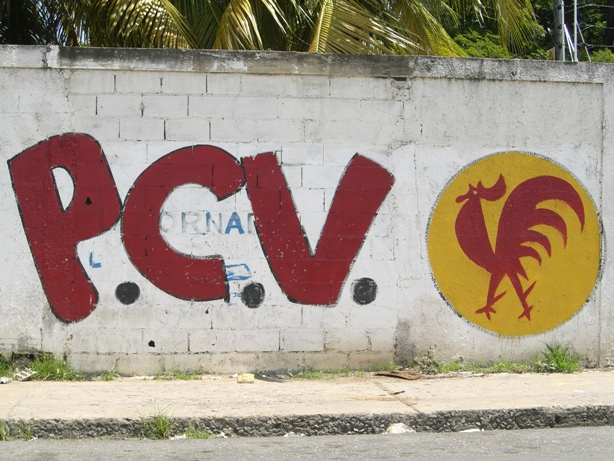
Mural con las siglas y el símbolo del PCV, el gallo rojo.

La línea política del Partido Comunista de Venezuela siempre ha sido clara, el partido no es chavista, y ha sido tajante en el hecho de reconocer que en Venezuela no hay socialismo, sino capitalismo rentista, asimismo el PCV no reconoce el socialismo del siglo XXI como una doctrina científica.
El PCV se mantuvo en el Gran Polo Patriótico (GPP) participando en distintos tipos de elecciones, apoyando siempre al expresidente Hugo Chávez en las elecciones en las cuales fue candidato, de igual forma apoyó a su sucesor Nicolás Maduro; en las elecciones regionales y municipales, ha apoyado en su mayoría a los candidatos del GPP, sin embargo el PCV no ha estado de acuerdo en algunas candidaturas de algunos estados o municipios, en las cuales ha postulado candidatos propios, y que se han medido en contra de los candidatos del GPP, tal es el caso de los estados Bolívar y Portuguesa entre otros. En la actualidad el Partido Comunista de Venezuela cuenta con dos diputados principales en la Asamblea Nacional, estos dos diputados son:
Óscar Figuera (secretario general del Comité Central del PCV) electo por el estado Guárico y Yul Jabour (secretario de Medios y Propaganda del comité central del PCV) electo por el estado Yaracuy, de igual forma cuenta con tres diputados suplentes que son
Pedro Eusse (secretario nacional del movimiento obrero sindical) electo por el estado Portuguesa
Édgar Lucena electo por el estado Cojedes
Eduardo Linarez (secretario nacional agrario) electo por el estado Falcón, y nueve diputados que son segundos suplentes, todos electos en las elecciones parlamentarias del 6 de diciembre de 2015. El 3 de febrero de 2016, la Asamblea Nacional escogió a Óscar Figuera como diputado al Parlamento Latinoamericano, mientras que Yul Jabour fue designado como diputado al Parlamento Suramericano.

### Actualidad

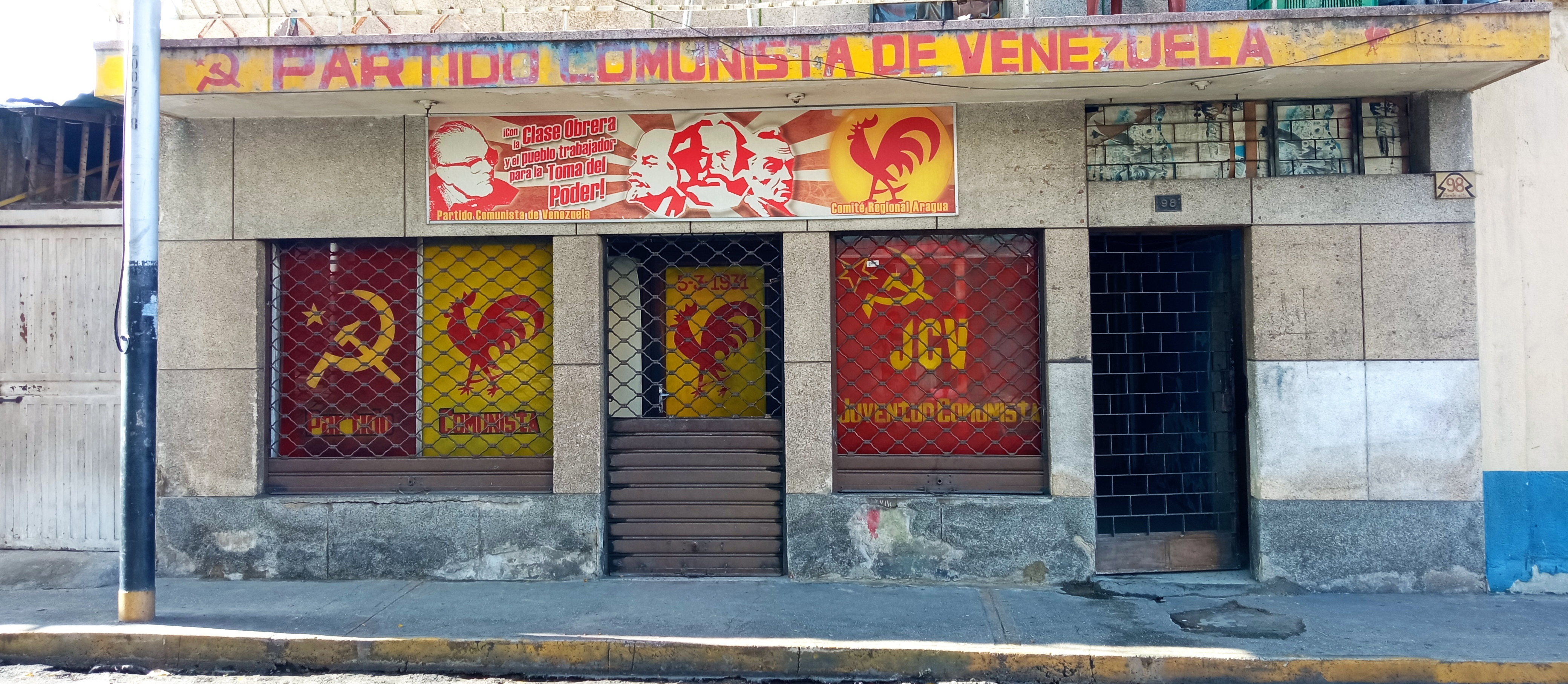
Sede del PCV en Maracay

En 2020, el partido deja de apoyar al gobierno de Nicolás Maduro y deja el Gran Polo Patriótico. Durante el XVI Congreso Nacional realizado el 6 de noviembre de 2022 fue electo el nuevo Comité Central del Partido Comunista de Venezuela, en el cual Oscar Figuera fue ratificado como secretario general del PCV y Perfecto Abreu Nieves como presidente del PCV, renovando al 35 % de sus representante. Estuvieron presentes delegaciones de cuatro continentes: Partido Comunista Colombiano, Partido Comunista de Grecia, Partido Comunista de México, Partido Comunista de los Pueblos de España, Partido Comunista Palestino, Partido Comunista Portugués, Partido Comunista Británico, Frente por la Liberación del Pueblo de Sri Lanka, Frente Popular por la Liberación de Palestina y el Partido del Pueblo de Panamá.
El 21 de mayo de 2023, el comité puso una alerta del intento de PSUV de una intervención judicial por medio del Tribunal Supremo de Justicia, dirigidos por Diosdado Cabello y otros dirigentes del PSUV. El 10 de julio, Henry Parra exmilitante del PCV desde el 2021, al anunciar su renuncia para apoyar la candidatura de Freddy Bernal a la Gobernación de Táchira y otros miembros del PSUV haciéndose pasar por militantes del PCV, introducen un recurso ante el Tribunal Supremo solicitando la intervención judicial del Partido Comunista de Venezuela. El 12 de agosto, el gobierno intervino a través del Tribunal Supremo de Justicia de Venezuela (TSJ) el Partido Comunista de Venezuela, nombrando a Henry Parra como presidente de esta junta ad hoc; al ciudadano Sixto Rodríguez como secretario general; y a Griseldys Herrera como secretaria de organización. La sentencia número 1160, emanada de la Sala Constitucional y publicada en la página web del TSJ, «admite procedente» la denuncia presentada el 10 de julio por Henry Parra.
Óscar Figuera, actual líder, declaró que el gobierno de Nicolás Maduro «para nosotros no es chavista, es un gobierno neoliberal; Chávez llegó para revertir el paquete neoliberal. Un gobierno neoliberal no puede ser chavista». A su vez, dijo que: «Sí constatamos una deriva cada vez más autoritaria del gobierno de Nicolás Maduro que se corresponde con la aplicación de los paquetes neoliberales porque quienes controlan el poder tienen que utilizar la fuerza represiva para mantener el control sobre el pueblo».

## Simbología
El Artículo 79.º de los Estatutos del Partido Comunista de Venezuela expresa lo siguiente:

Artículo 79. Los símbolos del Partido Comunista de Venezuela son la Hoz y el Martillo entrelazados, la Estrella Roja de cinco puntas, el gallo rojo dentro de un círculo amarillo y la bandera roja.
El símbolo electoral oficial del PCV es el gallo rojo dentro de un círculo amarillo. La insignia contiene el nombre completo y las letras iniciales: Partido Comunista de Venezuela (PCV). 
El himno del Partido Comunista de Venezuela es La Internacional.

- En cuanto al origen del uso del gallo rojo, se desconoce con exactitud, algunos dicen que fue hecho por el militante del PCV Gabriel Bracho, otros dicen que fue hecho por el pintor comunista Pablo Picasso.
- Los orígenes del gallo como símbolo se adopta producto de que en los inicios del PCV la población trabajadora venezolana era de mayoría campesina, además, gran parte de ese pueblo trabajador era analfabeta, por lo cual un gallo como símbolo facilitaría la identificación del partido, aunando el hecho de que el gallo es un animal valiente que pelea hasta la muerte.
- También se comenta que el uso de este logo data de principios de 1958, tras un discurso en el cual Gustavo Machado habla en público, y canta "sus verdades" como un "gallo", otra relación que guarda con Machado es el hecho de que este estudió en Francia, donde el símbolo por excelencia es el gallo.
- Una anécdota, que tampoco ha sido recogida por la historia, cuenta que uno de los fundadores del PCV Gustavo Machado, asistiendo a una cumbre en Francia tuvo un encuentro con Pablo Picasso militante del Partido Comunista Francés, quien le preguntó sobre el símbolo que adoptaría el recién consolidado PCV, y este le dijo que pensaban en un Gallo Rojo, días después tocaban a la puerta de su habitación en el hotel de París, era el mismo Pablo Picasso dejándole un pequeño diseño de un Gallo Rojo de pelea, y diciéndole a Gustavo Machado: "aquí tienes tu Gallo Rojo, el símbolo del Partido Comunista de Venezuela".[cita requerida]

De igual forma, se toman los colores y los símbolos tradicionales del comunismo a nivel mundial, la estrella de cinco puntas que representa las cinco fuerzas que componen las luchas revolucionarias que permiten la transición al socialismo, es decir los trabajadores, los campesinos, la juventud, los intelectuales y el ejército. La hoz y el martillo que representan la unión perfecta de los trabajadores (masa obrera y masa campesina). De igual forma el color rojo representa la sangre derramada por los comunistas en las luchas revolucionarias, además de la igualdad, ya que todos los seres humanos tienen la sangre del mismo color rojo y el color amarillo (oro o dorado en muchos casos) que representa el color de la victoria.[cita requerida]

## Organismos Auxiliares del PCV
El Partido Comunista de Venezuela, posee distintos organismos o frentes políticos de masas, que no son organismos regulares del partido sino formas auxiliares para el trabajo de masas que impulsarán la constitución de frentes amplios, como instrumentos políticos organizativos para difundir, desarrollar y aplicar el programa y la línea política del Partido entre sectores específicos de las masas, por consiguiente, la fracción no sustituye la función de la célula y la vida celular a que está obligado toda y todo miembro del Partido. la JCV a pesar de ser considerado un organismo auxiliar del partido, desarrolla sus actividades bajo el principio de la dirección política por parte del partido y garantizando la actuación con base a lo que establecen los estatutos del PCV. Dentro de los organismos auxiliares del PCV, se encuentran:
- Frente Nacional de Lucha de la Clase Trabajadora.
- Corriente Clasista de Trabajadores Cruz Villegas.
- Movimiento de Mujeres Clara Zetkin.
- Colectivo Clasista por la Salud y la Seguridad en el Trabajo Emigdio Cañizales Guédez.
- Corriente Clasista de Trabajadores Petroleros Jesús Faría.
- Corriente Clasista de Trabajadores y Trabajadoras de la Educación Carmen Conzoño.
- Corriente Clasista Campesina Nicomedes Abreu.
- Frente Nacional Popular Comunitario Alberto Lovera.
- Colectivo Clasista de Abogados Laboralistas Pedro Ortega Díaz.
- Comité de Solidaridad Internacional.
- Instituto de Altos Estudios Bolívar Marx.
- Frente de Profesionales y Técnicos Belén Sanjuan.
- Juventud Comunista de Venezuela.
  - Frente Estudiantil Livia Gouverneur.
  - Frente Estudiantil Secundarista Guerra y Millán
  - Organización de Pioneros Simón Bolívar

## Prensa del PCV
- Tribuna Popular, periódico
- Pico y Espuela, programa radial

## Secretarios generales del PCV
| Orden | Secretario general         | Instancia de elección   | Inicio | Fin         |
| ----- | -------------------------- | ----------------------- | ------ | ----------- |
| 1     | Juan Bautista Fuenmayor    | I Conferencia Nacional  | 1937   | 1946        |
| 2     | Jesús Faría                | VI Conferencia Nacional | 1951   | 1974        |
| 3     | Jesús Faría (ratificado)   | VI Congreso             | 1974   | 1985        |
| 4     | Alonso Ojeda Olaechea      | VII Congreso            | 1985   | 1990        |
| 5     | Trino Meleán               | VIII Congreso           | 1990   | 1994        |
| 6     | Trino Meleán (ratificado)  | IX Congreso             | 1994   | 1996        |
| 7     | Óscar Figuera              | X Congreso              | 1996   | 2002        |
| 8     | Óscar Figuera (ratificado) | XI Congreso             | 2002   | 2007        |
| 9     | Óscar Figuera (ratificado) | XII Congreso            | 2007   | 2011        |
| 10    | Óscar Figuera (ratificado) | XIV Congreso            | 2011   | 2017        |
| 11    | Óscar Figuera (ratificado) | XV Congreso             | 2017   | 2023        |
| 12    | Óscar Figuera (ratificado) | XVI Congreso            | 2023   | En el cargo |

## Escisiones
Desde su fundación y hasta finales del siglo XX, como casi todos los partidos comunistas del mundo, el PCV ha sufrido diversas escisiones, de las cuales han surgido diferentes partidos políticos relevantes:
- El primer partido en surgir de las escisiones del PCV fue el Partido Revolucionario del Proletariado en 1947, los miembros del PCVU que no aceptaron las resoluciones del I Congreso del PCV, se separaron del partido y fundaron el PRP. Entre los dirigentes que se fueron estaban Rodolfo Quintero, Cruz Villegas, Luis Miquilena y Salvador de la Plaza. Rodolfo Quintero y Cruz Villegas regresarían al PCV para no irse jamás.[12]
- El 23 de abril de 1966 surge el Partido de la Revolución Venezolana creado por el guerrillero Douglas Bravo luego de ser expulsado del Partido Comunista de Venezuela, este partido fue el brazo político en la década de los 60s de las FALN y nunca fue inscrito en el Consejo Nacional Electoral, el partido se desintegró en 1990.[12]
- En 1971, Teodoro Petkoff y Pompeyo Márquez se retiran del PCV y crean el Movimiento al Socialismo (MAS).[12]
- En 1973 Alfredo Maneiro funda la La Causa Radical usualmente abreviado como La Causa Я de tendencia laborista sindicalista, este partido apoyó las candidaturas de Andrés Velásquez en la Elección Presidencial de Venezuela (1983), 1988 y 1993 y también las de Alfredo Ramos en las elecciones de 1998.[12]
- En 1974 Guillermo García Ponce junto con Eduardo Machado deciden no apoyar la candidatura de Jesús Paz Galarraga, haciendo además declaraciones en favor del candidato de COPEI, Lorenzo Fernández, renuncian al PCV y García Ponce forma el partido Vanguardia Unitaria Comunista.[12]
- En 2007 se hace el llamado para la fundación del Partido Socialista Unido de Venezuela (PSUV), por el entonces presidente Hugo Chávez, pero por motivo de ser una organización política policlasista, que recibe en sus filas a distintos estratos de las clases sociales y en el conviven explotados y explotadores, el PCV decidió no participar. Sin embargo, algunos miembros del Comité Central decidieron integrarse en las filas del entonces naciente partido, dentro de ellos se encontraban: Roberto Hernández Wohnsiedler, Jesús Faría Tortosa, Carlos del Vecchio, María León, Tatiana Delgado, Johnny Niño, Omar Marcano, Euro Faría, José Laguna, Iván Delgado, Freddy González, Leopoldo Niño, Enrique Franco, Juana García y Getulio Fonseca. Asimismo algunos militantes de base, decidieron integrarse a la conformación del PSUV.[59][60][61]

## Resultados electorales

### Elecciones presidenciales
| Año  | Candidato                             | Votos               | Porcentaje          | Candidatura         | Resultado           |
| ---- | ------------------------------------- | ------------------- | ------------------- | ------------------- | ------------------- |
| 1947 | Gustavo Machado                       | 39 000              | 3,33 %              | Propia              | No electo           |
| 1958 | Wolfgang Larrazábal                   | 84.451              | 3,23 %              | Alianza             | No electo           |
| 1963 | Inhabilitado                          | -                   | -                   | -                   | -                   |
| 1968 | No presentó candidatura               | -                   | -                   | -                   | -                   |
| 1973 | Jesús Ángel Paz Galarraga             | 30.235              | 0,69 %              | Alianza             | No electo           |
| 1978 | Héctor Mujica                         | 29.305              | 0,55 %              | Propia              | No electo           |
| 1983 | José Vicente Rangel                   | 67.681              | 1,02 %              | Alianza             | No electo           |
| 1988 | Edmundo Chirinos                      | 24.652              | 0,34 %              | Alianza             | No electo           |
| 1993 | Rafael Caldera                        | 19.330              | 0,34 %              | Alianza             | Electo              |
| 1998 | Hugo Chávez                           | 81.979              | 1,27%               | Alianza             | Electo              |
| 2000 | Hugo Chávez                           | 57.118              | 0,91%               | Alianza             | Electo              |
| 2006 | Hugo Chávez                           | 342.227             | 2,94%               | Alianza             | Electo              |
| 2012 | Hugo Chávez                           | 489.941             | 3,29%               | Alianza             | Electo              |
| 2013 | Nicolás Maduro                        | 283.678             | 1,89%               | Alianza             | Electo              |
| 2018 | Nicolás Maduro                        | 171.034             | 1,86%               | Alianza             | Electo              |
| 2024 | Inhabilitado(sector de jure)          | -                   | -                   | -                   | -                   |
| 2024 | Nicolás Maduro (sector judicializado) | Elecciones próximas | Elecciones próximas | Elecciones próximas | Elecciones próximas |

### Elecciones parlamentarias
|  | 3,33 % |

|  | 3,33 % |

|  | 6,2 % |

|  | 6,2 % |

|  | 2,8 % |

|  | 2,8 % |

|  | 0,69 % |

|  | 0,69 % |

|  | 0,55 % |

|  | 0,55 % |

|  | 1,2 % |

|  | 1,2 % |

|  | 0,34 % |

|  | 0,34 % |

|  | 0,34 % |

|  | 0,34 % |

|  | 1,25 % |

|  | 1,25 % |

|  | 0,91 % |

|  | 2,80 % |

|  | 1.47 % |

|  | 0,83 % |

|  | 2,73 % |

### Elecciones a la Asamblea Constituyente
| Año  | Votos        | %            | Total de bancas | Posición     | Presidencia       | Nota         |
| ---- | ------------ | ------------ | --------------- | ------------ | ----------------- | ------------ |
| 1946 | 50 000       | 3,62         | 2/160           | Minoría      | Rómulo Betancourt |              |
| 1952 | Inhabilitado | Inhabilitado | Inhabilitado    | Inhabilitado | Inhabilitado      | Inhabilitado |
| 1999 | ?            | ?            | 1/131           | ?            | Hugo Chávez       |              |
| 2017 | 8 089 320    | 41,53 %      | 52/545          | Minoría      | Nicolás Maduro    |              |

### Elecciones municipales y regionales
| Tipo de elección    | Candidato | Votos   | Porcentaje | Gobernadores | Alcaldes |
| ------------------- | --------- | ------- | ---------- | ------------ | -------- |
| Regionales de 2008  | -         | 150.469 | 1.36 %     | -            | -        |
| Regionales de 2012  | -         | 250.789 | 2,81 %     | -            | -        |
| Regionales de 2017  | -         | 319.707 | 2,89 %     | N/A          | N/A      |
| Municipales de 2017 | -         | 277.941 | 3,04 %     | 0            | 1        |
| Regionales de 2021  |           | 132.979 | 1,66 %     | 0            | 0        |